# Орден Данила Галицького

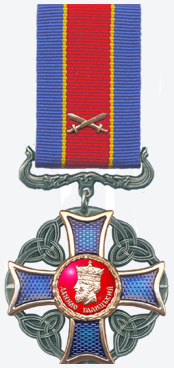
Знак ордена Данила Галицького з мечами на колодці, яким нагороджуються військовослужбовці

О́рден Дани́ла Га́лицького  — державна нагорода України, що призначена для нагородження військовослужбовців Збройних Сил України та інших військових формувань, утворених відповідно до законів України, Державної спеціальної служби транспорту, Державної служби спеціального зв'язку та захисту інформації України, а також державних службовців за значний особистий внесок у розбудову України, сумлінне та бездоганне служіння Українському народові.

## Історія нагороди
- 20 лютого 2003 року Верховна Рада України прийняла Закон України № 580-IV «Про внесення зміни до Закону України „Про державні нагороди України“», яким була встановлена нова державна нагорода України — орден Данила Галицького.

- 24 квітня 2003 року Розпорядженням Президента України доручено Комісії державних нагород та геральдики організувати у двомісячний строк розроблення проєкту знака ордена Данила Галицького, залучивши до цього провідних фахівців у галузі фалеристики та медальєрики.

- 30 липня 2003 року Указом Президента України Л. Д. Кучми від 30 липня 2003 року № 769/2003 затверджені Статут та Опис знаку ордена Данила Галицького[1].

- 22 серпня 2003 року — першим кавалером ордена Данила Галицького відповідно до Указу Президента України № 876 став С. В. Червонописький — голова Державного комітету України у справах ветеранів (знак ордена № 0001). Другим нагородженим орденом (першим — орденом з мечами на колодці) за Указом Президента України № 877 став полковник міліції В. В. Маліков (знак ордена № 0009).

Станом на 10 квітня 2024 року кавалерами ордена Данила Галицького стали 1263 військовослужбовці Збройних Сил України.

## Статут ордена Данила Галицького
1. Нагородження орденом Данила Галицького провадиться Указом Президента України.
2. Орденом Данила Галицького можуть бути нагороджені виключно громадяни України.
3. Нагородження орденом Данила Галицького вдруге не провадиться.
4. Нагородження орденом Данила Галицького може бути проведено посмертно.
5. Нагороджений орденом Данила Галицького іменується кавалером ордена Данила Галицького.
6. Девіз ордена Данила Галицького — «Батьківщина і честь».
7. Порядок представлення до нагородження орденом Данила Галицького провадиться відповідно до пунктів 2 — 11 Порядку представлення до нагородження та вручення державних нагород України, затвердженого Указом Президента України від 19 лютого 2003 року № 138[3].
8. Особі, нагородженій орденом Данила Галицького, вручається знак ордена та орденська книжка встановленого зразка.
9. Порядок вручення ордена Данила Галицького провадиться відповідно до пунктів 13 — 19 Порядку представлення до нагородження та вручення державних нагород України, затвердженого Указом Президента України від 19 лютого 2003 року № 138.
10. Орден Данила Галицького носять на грудях зліва і за наявності у особи інших орденів України знак ордена Данила Галицького розміщують після них.
11. Військовослужбовці Збройних Сил України та інших військових формувань, утворених відповідно до законів України, нагороджені орденом Данила Галицького, мають на колодці знака ордена зображення двох схрещених мечів.
12. Особи, нагороджені орденом Данила Галицького, повинні дбайливо ставитися до схоронності знака ордена та орденської книжки. У разі втрати (псування) знака ордена та орденської книжки нагородженому може бути видано їх дублікати, якщо Комісією державних нагород та геральдики при Президентові України буде визнано, що втрата знака ордена та орденської книжки сталася внаслідок стихійного лиха, бойових дій або з інших причин, які не залежать від нагородженого.
13. Після смерті нагородженого орденом Данила Галицького, за наявності спадкоємців, знак ордена та орденська книжка залишаються у сім'ї померлого як пам'ять.
14. За згодою спадкоємців знак ордена Данила Галицького та орденська книжка можуть бути передані на тимчасове або постійне зберігання музеям. Знак ордена Данила Галицького та орденська книжка передаються музеям на підставі рішення Комісії державних нагород та геральдики при Президентові України за наявності відповідного клопотання музейного закладу.
15. У разі відсутності у померлого, нагородженого орденом Данила Галицького, спадкоємців знак ордена та орденська книжка мають бути передані на зберігання до Комісії державних нагород та геральдики при Президентові України.

## Опис знака ордена Данила Галицького

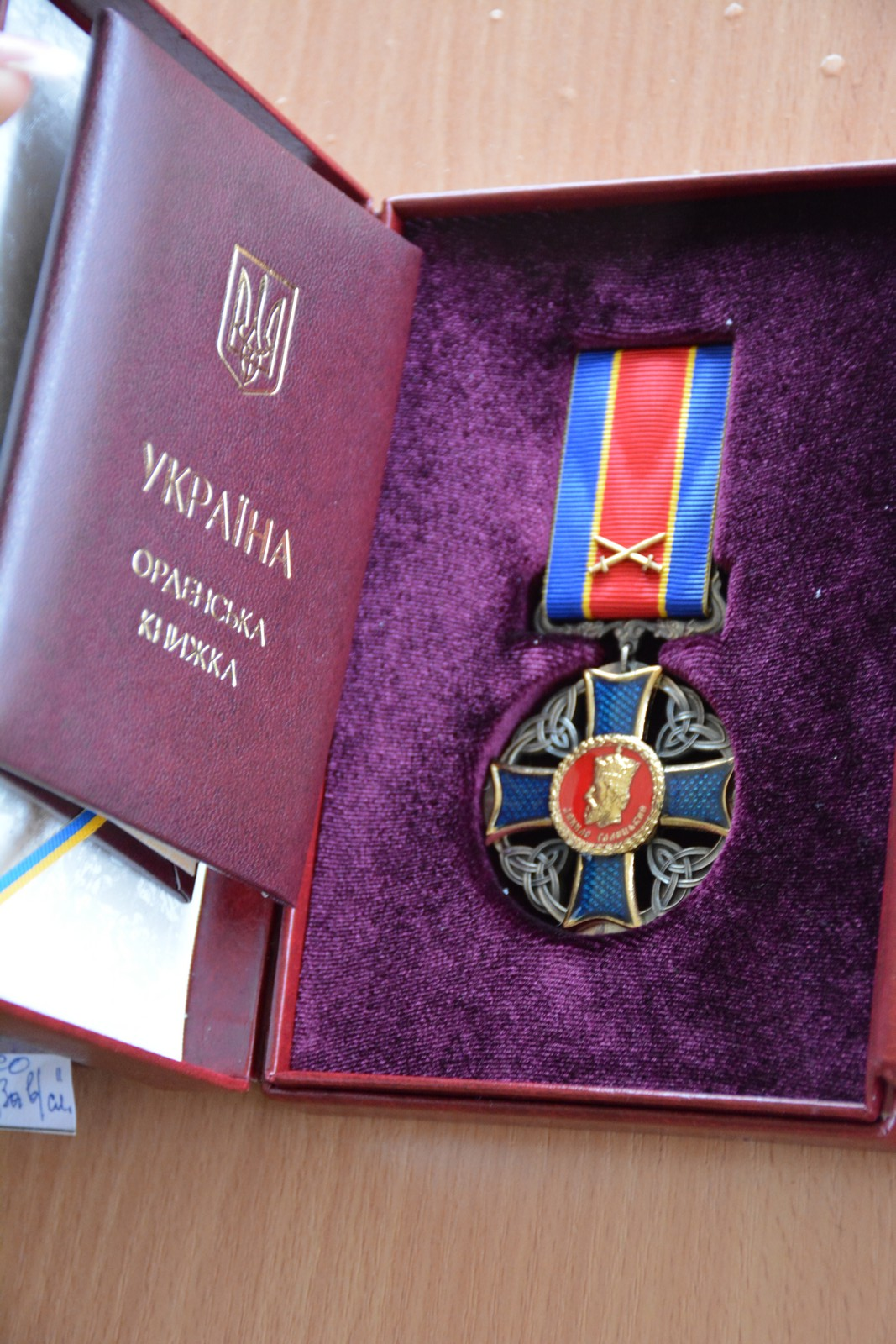
Орден Данила Галицького

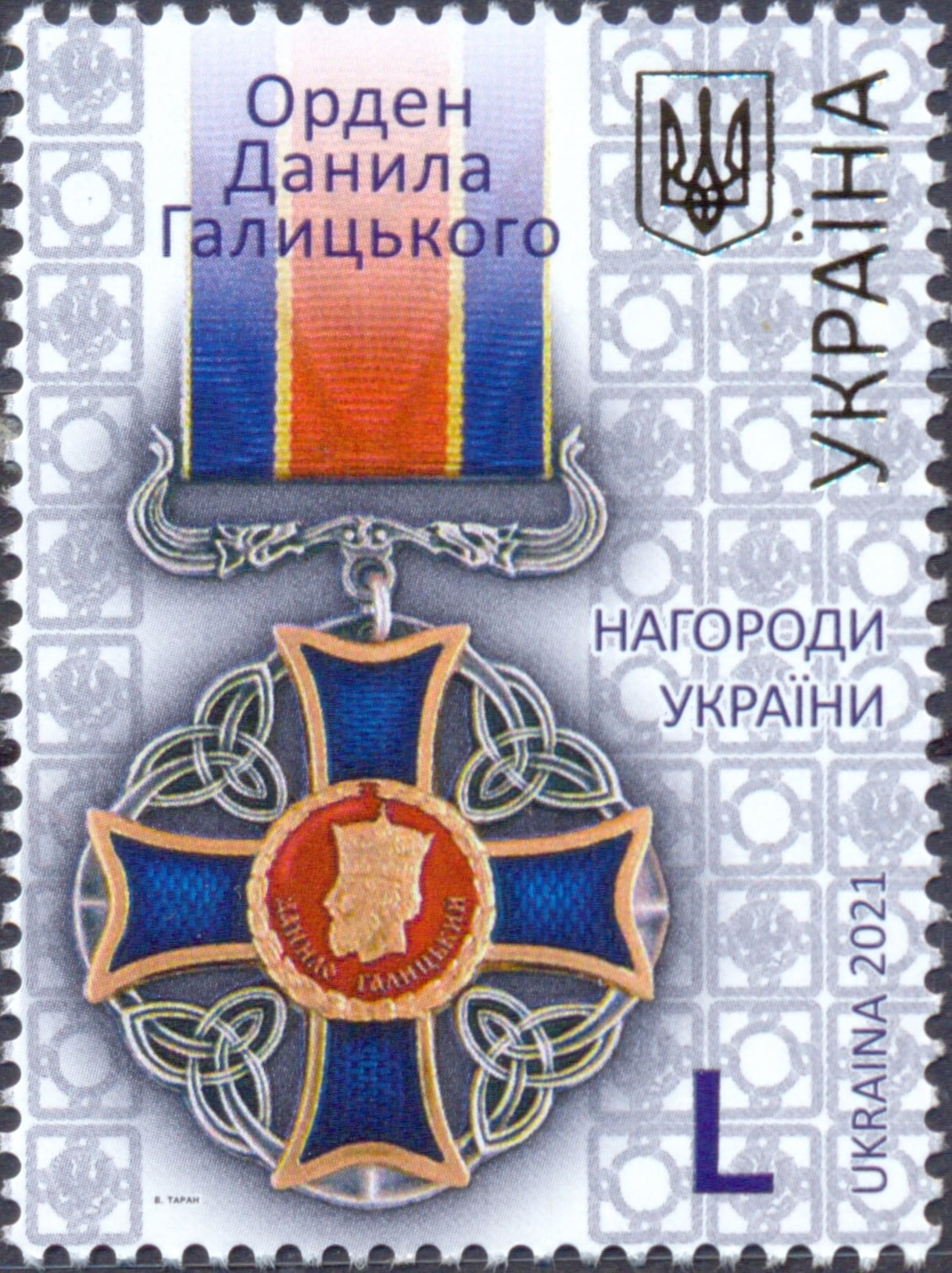
Орден Данила Галицького на поштовій марці України № 1966 (2021 р.)

Знак ордена Данила Галицького виготовляється зі срібла і має форму рівностороннього хреста з розширеними сторонами, краї яких увігнуті всередину. Сторони хреста покрито синьою емаллю. У центрі хреста — круглий емалевий медальйон світло-червоного кольору, із позолоченим зображенням профілю Данила Галицького та написом у нижній частині «Данило Галицький». Пружка медальйона у формі лаврового вінка. Хрест по периметру обрамлено стилізованим давньоруським орнаментом. Пружки хреста і медальйона позолочені. Усі зображення рельєфні.
Зворотний бік ордена плоский з вигравіруваним номером знака та словами «Батьківщина і честь».
Розмір знака — 45 мм.
Знак ордена за допомогою кільця з вушком сполучається з прямокутною колодкою, обтягнутою стрічкою. Нижня частина колодки фігурна, рельєфна. Розмір колодки: висота — 45 мм, ширина — 28 мм. На зворотному боці колодки розміщено шпильку для прикріплення знака ордена до одягу.
У нижній частині колодки знака ордена, яким нагороджуються військовослужбовці, вміщено зображення двох позолочених схрещених мечів.
Стрічка ордена Данила Галицького шовкова муарова світло-червоного кольору з поздовжніми смужками: вузькими жовтими посередині та широкими синіми з боків. Ширина світло-червоної смужки — 12 мм, жовтих — по 1 мм, синіх — по 7 мм кожна.
Планка ордена Данила Галицького являє собою прямокутну металеву пластинку, обтягнуту стрічкою. Розмір планки: висота — 12 мм, ширина — 24 мм.

## Послідовність розміщення знаків державних нагород України
- Знак ордена Данила Галицького — на лівому боці грудей після знаку ордена княгині Ольги І, II, III ступенів.